# باول ستونمان
باول ستونمان (بالإنجليزية: Paul Stoneman)‏ هو لاعب كرة قدم ومدرب كرة قدم بريطاني، ولد في 26 فبراير 1973 في Whitley Bay ‏ في المملكة المتحدة. لعب مع كولتشستر يونايتد ونادي برادفورد بارك أفنيو ونادي بلاكبول ونادي هاروجيت تاون ونادي هاليفاكس تاون.